# 築山站
築山站（日语：／ Tsukiyama eki */?）是位於奈良縣大和高田市築山，近畿日本鐵道（近鐵）的大阪線車站。車站編號為「D24」。

## 歷史
- 1927年（昭和2年）7月1日 - 大阪電氣軌道八木線恩智站至高田站（現時為大和高田站）之間開通，此站啟用[1]。
- 1941年（昭和16年）3月15日 - 大阪電氣軌道與参宮急行電鐵合併，關西急行鐵道成立[1]。
- 1944年（昭和19年）6月1日 - 關西急行鐵道與南海鐵道（為南海電氣鐵道的前身）合併，成為近畿日本鐵道的車站[1]。
- 2007年（平成19年）4月1日 - 車站可以使用PiTaPa[2]。

## 車站構造
車站為地面車站，設有2面2線的相對式月台。車站大堂和閘口位於2號月台側，兩月台之間設有跨線橋連接。台可容納6卡車廂。男女濕廁位於上行月台。
此站是由大和高田站管理的有人車站。設有可使用PiTaPa、ICOCA的自動閘機和自動補票機（可支援回數卡及IC卡，以及IC卡增值功能）。

### 月台
| 月台 | 路線   | 上下行 | 方向                                               |
| ---- | ------ | ------ | -------------------------------------------------- |
| 1    | 大阪線 | 下行   | 五位堂、大和八木、榛原、伊勢志摩、名古屋方向       |
| 2    | 大阪線 | 上行   | 五位堂、布施、大阪上本町、大阪難波、尼崎、三宮方向 |

## 使用狀況
以下為近年度指定日期調查上下車人次列表。
- 2018年11月13日：3,089人
- 2015年11月10日：2,910人
- 2012年11月13日：2,885人
- 2010年11月9日：2,865人
- 2008年11月18日：3,141人
- 2005年11月8日：3,438人

以下為近年1日平均乘車人次列表。
| 年度               | 1日平均 乘車人次 |
| ------------------ | ---------------- |
| 1995年（平成7年）  | 1,456            |
| 1996年（平成8年）  | 1,418            |
| 1997年（平成9年）  | 1,379            |
| 1998年（平成10年） | 1,373            |
| 1999年（平成11年） | 1,393            |
| 2000年（平成12年） | 1,401            |
| 2001年（平成13年） | 1,417            |
| 2002年（平成14年） | 1,407            |
| 2003年（平成15年） | 1,383            |
| 2004年（平成16年） | 1,364            |
| 2005年（平成17年） | 1,368            |
| 2006年（平成18年） | 1,391            |
| 2007年（平成19年） | 1,380            |
| 2008年（平成20年） | 1,413            |
| 2009年（平成21年） | 1,351            |
| 2010年（平成22年） | 1,307            |
| 2011年（平成23年） | 1,309            |
| 2012年（平成24年） | 1,300            |
| 2013年（平成25年） | 1,366            |
| 2014年（平成26年） | 1,372            |
| 2015年（平成27年） | 1,398            |
| 2016年（平成28年） | 1,409            |
| 2017年（平成29年） | 1,428            |

## 車站周邊
- 築山古墳（日语：築山古墳 (大和高田市)）
- 大谷山自然公園（日语：大谷山自然公園 (奈良県)）
- 池田遺跡（日语：池田遺跡）
- 新山古墳（日语：新山古墳）
- 大和高田築山郵局
- 高田川（日语：高田川 (奈良県)）

## 相鄰車站
近畿日本鐵道
 大阪線
■快速急行、■急行
通過
■準急、■區間準急、■普通
五位堂（D23）－築山（D24）－大和高田（D25）

## 註腳
1. 1 2 3  曾根悟（監修）. . 朝日百科週刊. 2號 近畿日本鐵道 1. 朝日新聞出版. 2010-08-22: 18–23. ISBN 978-4-02-340132-7 （日语）.
2. ↑   (pdf) (新闻稿). 近畿日本鐵道. 2007-01-30  [2016-03-09]. （原始内容存档 (PDF)于2016-08-07） （日语）.
3. ↑  駅別乗降人員 大阪線 （页面存档备份，存于）（日語） - 近畿日本鐵道
4. ↑  奈良縣統計年鑑 （页面存档备份，存于）（日語）

## 外部連結
- 築山 - 近畿日本鐵道（日語）